# Alfa Romeo 85AF
L'85 AF è stato un modello di filobus prodotto dall'Alfa Romeo dal 1936 al 1940.

## Storia
Primo filobus realizzato dalla Casa del Portello, contrariamente alla versione autobus non fu molto diffuso: tra il 1936 e il 1940 fu realizzato in 27 esemplari, contro i 97 "85 A" a gasolio, metano e gassogeno.

## Carrozzerie ed esemplari prodotti
Sono state prodotte tre serie di 85AF:
- AF1: realizzata nel 1936 in 8 esemplari per Roma, con carrozzeria Macchi e parte elettrica CGE, radiati entro il 1952[5] (due unità furono requisite dalla Wehrmacht nel 1944 e trasferite a Magonza);
- AF2: realizzata nel 1937 in 5 esemplari per Trieste, con carrozzeria Macchi e parte elettrica Marelli, radiati nel 1968;
- AF3: realizzata nel 1940 in 14 esemplari per il Lido di Venezia, con carrozzeria Stanga e parte elettrica Ansaldo, radiati nel 1966.

L'Alfa Romeo nel 1938 progettò anche una versione, siglata AMF1, con duplice alimentazione (elettrica, dal bifilare filoviario, e a metano).